# Ушкарасуська сільська адміністрація
Ушкарасу́ська сільська адміністрація (каз. Үшқарасу ауылдық әкімдігі, рос. Ушкарасуская сельская администрация) — адміністративна одиниця у складі Жаркаїнського району Акмолинської області Казахстану. Адміністративний центр та єдиний населений пункт — село Ушкарасу.
Населення — 247 осіб (2021; 310 у 2009, 706 у 1999, 1060 у 1989).
Станом на 1989 рік існувала Ушкарасуська сільська рада (село Ушкарасу). 2013 року Ушкарасуський сільський округ перетворено в сільську адміністрацію.